# Костащук Василь Миколайович
Васи́ль Микола́йович Костащу́к (нар. 4 жовтня 1885, Тулова, нині Коломийський район Івано-Франківська область — пом. 10 січня 1931 (в інших джерелах 1932), Київ) — український історик, бібліограф та літературознавець.

## Життєпис
Учень Михайла Грушевського.
Вчився у Заліщицькій гімназії, 1912 року закінчує Чернівецький університет, історично-філологічний відділ філософічного факультету. Вчителював у Городенківській українській приватній гімназії.
В 1910—1914 входив до складу Української радикальної партії.
З початком Першої світової війни мобілізований, воював в австро-угорському війську. Поранений, в боях біля Галича — Рогатина потрапив у російський полон; проживав у Курській та Пензенській губерніях.
У ході революцій подій в колишній Російській імперії зумів звільнився, повертається до України; в 1917—1926 роках вчителював на Київщині — до 1923 — директор школи в Борисполі, та в самому Києві.
Від 1927 та до смерті був співробітником Комісії історії Західної України при ВУАН, у 1928—1930 — аспірант Науково-дослідної кафедри історії України при ВУАН, в 1929—1930 роках працював в бібліографічній комісії ВУАН — до її ліквідації.
Вивчав історію революції 1848 року та часи реакції 1848—1860 у Галичині.
Працював над дисертацією з питань народного побуту.
Листувався з Василем Стефаником.
Після його смерті велися перемовини про передачу державі цінних галицьких книжок і журналів, їх вислідки невідомі.
Серед його робіт:
- 1927 — «До замаху на пам'ятник Пушкіна в Харкові 1904 р.», квартальник «Україна», число 25,
- 1928 — «Громадське та культурне життя Буковини від 1848 р. до 1914 р.», «Україна», число 26,
- 1929 — «Парубоцька громада в селі Тулові на Покутті в Галичині», «Побут» (Київ) частини 4—5.